# Hiperfosforilación anormal de tau
Hiperfosforilación anormal de tau es un proceso patológico en el que la proteína tau, que normalmente estabiliza los microtúbulos en las células nerviosas del cerebro humano, experimenta una excesiva adición de grupos fosfato y así contribuye a la formación de ovillos neurofibrilares, característicos de diversas enfermedades neurodegenerativas como la enfermedad de Alzheimer.

## Fosforilación anormal de tau
La investigación neurocientífica ha estado centrada en comprender las complejidades de las enfermedades neurodegenerativas, como el Alzheimer, la enfermedad de Parkinson y la demencia frontotemporal. En este contexto, la hiperfosforilación anormal de la proteína tau ha emergido como un componente clave en la patogénesis de estas enfermedades.
La proteína tau, que se produce a partir de un único gen humano llamado proteína tau asociada a microtúbulos, que se encuentra en el cromosoma 17 y codifica una proteína citoesquelética que estabiliza los microtúbulos, es fundamental para estabilizar los microtúbulos en las neuronas, ya que facilita así el transporte axonal y manteniendo la integridad estructural de las células nerviosas. 
El problema es cuando la tau experimenta una hiperfosforilación excesiva, pierde su capacidad de unirse a los microtúbulos y lleva a la desestabilización del citoesqueleto neuronal. La hiperfosforilación de la proteína tau es el primer paso de la degeneración neurofibrilar, una de las lesiones características de la enfermedad de Alzheimer.
Gracias a las investigaciones pioneras de Inge Grundke-Iqbal, se sabe que el tau es una fosfoproteína que puede ser modificada por muchas otras proteínas cinasas, como las dirigidas a prolinas, las tau cinasas I y II y las proteínas cinasas no dirigidas a prolinas. 
La hiperfosforilación de tau ocurre cuando grupos fosfato se agregan en exceso a la proteína.La hiperfosforilación de tau es el primer paso en la formación de ovillos neurofibrilares. Este fenómeno altera su estructura tridimensional y desencadena la formación de ovillos neurofibrilares, agregados insolubles que son una característica distintiva de diversas enfermedades neurodegenerativas. Estos ovillos interfieren con la función normal de las células nerviosas y contribuyen al deterioro cognitivo y motor.
La hiperfosforilación anormal de tau se asocia principalmente con el Alzheimer, donde los ovillos neurofibrilares se acumulan en el cerebro.  También se ha observado en otras patologías, como la enfermedad de Parkinson y la demencia frontotemporal. La presencia de ovillos neurofibrilares se correlaciona con la gravedad de los síntomas, lo cual sugiere un vínculo directo entre la hiperfosforilación de tau y la progresión de estas enfermedades. 
Múltiples factores contribuyen a la hiperfosforilación anormal de tau, incluyendo la disfunción de las cinasas y las fosfatasas, enzimas responsables de agregar y quitar grupos fosfato. Además, el estrés oxidativo y la inflamación crónica parecen desempeñar un papel crucial en la alteración de los procesos celulares que regulan la fosforilación de tau.
El entendimiento creciente de la hiperfosforilación de tau ha impulsado la investigación de terapias potenciales. Estrategias que buscan modular la actividad de cinasas y fosfatasas, así como reducir el estrés oxidativo, están en desarrollo. La hipótesis es que la identificación de biomarcadores para la detección temprana de la hiperfosforilación de tau podría ayudar al diagnóstico y tratamiento de las enfermedades neurodegenerativas.Entre las estrategias terapéuticas se evalúan la inhibición de la glucógeno sintasa quinasa-3β (GSK-3β), la quinasa 5 dependiente de ciclina (cdk5) y otras tau quinasas, la restauración de la actividad PP2A y apuntar a la O-GlcNAcilación de tau.